# DMDNB
DMDNB (2,3-dimetylo-2,3-dinitrobutan) – organiczny związek chemiczny stosowany w USA jako substancja znakująca (ang. taggant). Jest dodawany w małych ilościach między innymi do C4.